# Wei Qingguang
Wei Qingguang, född 2 juli 1962 i Nanning, Kina, är en kinesisk idrottare som tog OS-guld bordtennis i herrdubbel 1988 i Seoul tillsammans med Chen Longcan. Han bytte senare nationalitet och namn till Seiko Iseki.